# Zamęcin
Zamęcin (niem. Sammenthin) – wieś sołecka w Polsce położona w województwie zachodniopomorskim, w powiecie choszczeńskim, w gminie Choszczno. W latach 1975–1998 miejscowość administracyjnie należała do województwa gorzowskiego. W roku 2007 wieś liczyła 495 mieszkańców. Jedna z największych wsi gminy.

## Geografia
Wieś leży ok. 5 km na południe od Choszczna, ok. 1,5 km na zachód od jeziora Raduń, przy byłej linii kolejowej nr 410.

## Zabytki
Do wojewódzkiego rejestru zabytków wpisany jest:
- zespół kościoła ewangelickiego, obecnie rzymskokatolickiego parafialnego pod wezwaniem Niepokalanego Poczęcia NMP[5]
  - kościół pw. Niepokalanego Poczęcia NMP, z połowy XV wieku, przebudowany w 1888 r. Kościół parafialny, rzymskokatolicki należący do dekanatu Choszczno, archidiecezji szczecińsko-kamieńskiej, metropolii szczecińsko-kamieńskiej
  - cmentarz przykościelny, z połowy XIX wieku
  - ogrodzenie, z połowy XIX wieku, oraz lat 1888–1889
  - pomnik poległych w I wojnie światowej.

## Gospodarka
W Zamęcinie znajduje się jednostka Ochotniczej Straży Pożarnej.

## Edukacja
We wsi znajduje się szkoła podstawowa.

## Komunikacja
W Zamęcinie znajduje się nieczynny przystanek kolejowy linii kolejowej nr 410.